# Jonathan Malagón
Jonathan Tybalt Malagón González (Riohacha, La Guajira; 10 de agosto de 1984) es un economista, administrador y político colombiano. En enero de 2023 fue elegido como Presidente de la Asociación Bancaria y de Entidades Financieras de Colombia. Entre agosto de 2018 y marzo de 2022 fue Ministro de Vivienda, Ciudad y Territorio de Colombia de la administración del presidente Iván Duque.
Fue seleccionado como uno de los Jóvenes Líderes Mundiales por el Foro Económico Mundial (2019), como uno de los 100 jóvenes más influyentes en el sector público en el mundo según APOLITICAL (2018), como uno de los 10 economistas del futuro en América Latina según la revista Latin Trade (2015), uno de los 25 ganadores mundiales de la Eisenhower Fellowship Global (2017), como uno de los 10 jóvenes sobresalientes de Colombia según la Cámara Junior internacional (2013) y como el mejor estudiante de economía de Colombia según los Premios Portafolio (2006), entre otros reconocimientos.

## Biografía
Malagón es economista graduado de la Universidad Nacional de Colombia, donde fue condecorado como el mejor egresado del año, el mejor examen de admisión y el mejor resultado de las pruebas ECAES de Economía de dicha universidad (9. a nivel nacional). Cuenta con una segunda carrera en administración de empresas de la Universidad de Londres (supervisado por la London School of Economics), una maestría en administración pública con concentración en política económica de Columbia University, una maestría en finanzas corporativas de la Universidad de Barcelona, una maestría en banca y mercados financieros de la Universidad Carlos III, y un PhD en Economía de la Universidad de Tilburg.
Ha sido profesor universitario desde 2006, dictando cursos de macroeconomía y políticas públicas en las universidades Nacional, Externado, Javeriana y Cesa.
Durante cuatro años fue vicepresidente técnico de Asobancaria, encargado de los temas misionales del sector financiero. Fue miembro de juntas directivas del Fondo Nacional de Garantías, La Unión Latinoamericana para la Vivienda (UNIAPRAVI), la Federación Latinoamericana de Bancos (FELABAN), la Liga de Lucha Contra el Cáncer y el Club de Banqueros y Empresarios. Previamente fue el director de la sección de Análisis Macroeconómico y Sectorial de Fedesarrollo (2 años), gerente general del programa de telecomunicaciones sociales de Colombia - COMPARTEL - y asesor del ministro TIC, gerente de Control de Gestión, asistente del presidente y coordinador de Estudios Económicos de Telefónica Colombia e investigador de ANIF. También ha sido consultor de la CAF, el Banco Mundial y el PNUD.
En 2006 ganó el Premio Portafolio al Mejor Estudiante de pregrado en Economía a nivel nacional y fue galardonado en Madrid por el Rey de España con la Beca Líder de la Fundación Carolina y el Grupo Santander a los 50 mejores estudiantes de Iberoamérica. En el 2011 y 2016 fue distinguido con la Medalla Cacique Upar en orden Gran Cruz Extraordinaria, la más alta condecoración del departamento del Cesar. En 2013 fue escogido como uno de los 10 Jóvenes Líderes del Año en Colombia por parte de la Cámara Junior Internacional. En 2014 fue receptor de la Medalla Militar Fe en la Causa del Ejército de Colombia y la revista Dinero lo escogió como uno de los líderes menores de 40 años más influyentes de su país. En 2015 fue destacado por la revista Latin Trade (una de las principales revista de negocios de América Latina) como uno de los 10 economistas más prometedores de toda Latinoamérica. Fue uno de los 25 ganadores a nivel mundial de la prestigiosa Eisenhower Fellowships 2017, uno de los premios de liderazgo más importantes de Estados Unidos. Ha sido seleccionado como uno de los 100 jóvenes más influyentes del mundo en el sector gobierno por Apolitical en 2018. En el año 2019, fue escogido por el Foro Económico Mundial como uno de los Jóvenes Líderes del Mundo.
Es el menor de tres hermanos. Su hermano, Juan Gabriel Malagón, es matemático. Su hermana, Mónica Malagón, es médica oftalmóloga. Está casado con la ingeniera civil Natali Benítez Mallarino.
El 9 de septiembre de 2019 la Universidad de Tilburg anunció que investigaría su tesis doctoral por posible plagio.
En marzo de 2020, luego de meses de estudio por parte del Comité de Integridad Científica de la Universidad de Tilburg, el centro educativo concluyó que no se puede comprobar la existencia de plagio ni una violación a la integridad académica, razón por la cual Malagón mantuvo su título de doctorado para todos los efectos legales y académicos. La Universidad estableció que Malagón incurrió en una negligencia culposa (no dolosa) al no indicar de manera más explícita que había recibido colaboración de terceros en el proceso de investigación, por lo que lo conminó a hacer dicha referencia en un anexo de su tesis.

## Publicaciones

### Libros
- Duque, Iván; Malagón, Jonathan, EDITORES (2022). "Libertad y equidad: El ADN de la política de vivienda y agua en Colombia", Planeta, ISBN: 978-628-00-0259-8
- Malagón, Jonathan (2022). "Los nuevos traquetos y otros relatos", Legis, ISBN: 978-958-797-280-1
- Malagón, Jonathan; Ocampo, José Antonio, EDITORES (2020). "Dominancia bajo dominancia de la balanza de pagos", Banco de la República, ISBN: 978-958-664-417-4.[17] https://www.banrep.gov.co/es/macroeconomia-bajo-dominancia-balanza-pagos
- Malagón, Jonathan; Ruiz, Carlos y Montoya, Germán (2018). "Diccionario de Economía y Finanzas" Asobancaria y Publicaciones Semana, ISBN: 978-958-9040-74-4.[18] https://www.asobancaria.com/wp-content/uploads/diccionario_asobancaria.pdf
- Malagón, Jonathan; Velásquez, Elkin, EDITORES (2021). "Políticas de vivienda y desarrollo urbano en América Latina y el Caribe en el marco del COVID-19", Legis, ISBN: 978-958-797-137-8.[19] https://www.minurvi-lac.org/sites/default/files/2021-05/politica-de-vivienda-r.pdf Archivado el 5 de mayo de 2021 en Wayback Machine.
- Malagón, Jonathan; Ocampo, José Antonio, EDITORES (2020). "Dominancia bajo dominancia de la balanza de pagos", Banco de la República, ISBN: 978-958-664-417-4.[17] https://www.banrep.gov.co/es/macroeconomia-bajo-dominancia-balanza-pagos
- Malagón, Jonathan; Ruiz, Carlos y Montoya, Germán (2018). "Diccionario de Economía y Finanzas" Asobancaria y Publicaciones Semana, ISBN: 978-958-9040-74-4.[18] https://www.asobancaria.com/wp-content/uploads/diccionario_asobancaria.pdf
- Malagón, Jonathan y Tamayo, César, EDITORES (2017). “Ensayos sobre Inclusión Financiera en Colombia”, Banco Interamericano de Desarrollo - ASOBANCARIA. Editorial LEGIS. Bogotá. ISBN: 978-0-692-88700-4.[20] http://marketing.asobancaria.com/ensayos-sobre-inclusi%C3%B3n-financiera-en-colombia
- Ocampo, José Antonio, Malagón, Jonathan y Betancur, Juan Sebastián (2015). “La política monetaria y cambiaria de Colombia en una década de expansión, 2003-2013”, Editorial Universidad Externado de Colombia. Bogotá. ISBN: 978-958-7724-295.[21] http://publicaciones.uexternado.edu.co/la-banca-central-colombiana-en-una-decada-de-expansion-44-2003-2013-economia.html Archivado el 1 de julio de 2019 en Wayback Machine.
- Malagón, Jonathan (2006). “Glosario Económico de Colombia”, Casa Editorial El Tiempo. Bogotá. ISBN: 958-706-173
- Malagón, Jonathan (2008). “Glosario Económico de Colombia II”, Casa Editorial El Tiempo. Bogotá. ISBN: 958706173X

### Ensayos y Artículos
- Malagón, Jonathan and Orbegozo, Camila (2019) “The new drivers of fear of floating: evidence for Latin America”. Journal of Globalization and Development. June 2019. ISSN 1948-1837. DOI 10.1515 https://www.degruyter.com/view/j/jgd.ahead-of-print/jgd-2017-0012/jgd-2017-0012.xml
- Malagón, Jonathan; Montoya, Germán y Ruiz, Carlos (2016). “La competitividad del sector de hidrocarburos en las diferentes regiones de Colombia”. Cuadernos PNUD 2016. Organización de las Naciones Unidas, Colombia. http://www.co.undp.org/content/colombia/es/home/library/cuadernos- (enlace roto disponible en Internet Archive; véase el historial, la primera versión y la última). pnud1.html
- Malagón, Jonathan; Rodríguez, Rogelio; Ruiz, Carlos (2016). “El crédito empresarial y el ciclo económico en Colombia”. Coyuntura PYME, ANIF, edición 53. Abril 2016.
- Malagón, Jonathan (2006). “El impuesto inflacionario: un argumento a favor del control monetario”. Revista Perfiles No 3. Universidad de Santander. 2006.